# Ivar Arnér
Ernst Ivar Arnold Arnér, född 7 augusti 1921 i Arby församling i Kalmar län, död 26 september 1986 i Nyhamnsläge i Skåne län, var en svensk civilekonom. Han var bror till Sivar och Gotthard Arnér.
Arnér var son till köpmannen Ernst Arnér och Hilda Nilsson. Han diplomerades från Socialinstitutet i Stockholm 1946 och från Handelshögskolan i Stockholm 1950. Han blev sekreterare vid Stockholms stad 1945, vid AB Stockholms Spårvägar 1950, kamrer vid Göteborgs spårvägar 1957 och ekonomichef där 1962. År 1970 efterträdde han Sixten Camp som spårvägsdirektör, vilket var första gången en icke-tekniker fick denna befattning. Den 1 september 1982 efterträddes Arnér av Curt M. Elmberg.